# Pantang Cot Baloi
Pantang Cot Baloi is een bestuurslaag in het regentschap Pidie Jaya van de provincie Atjeh, Indonesië. Pantang Cot Baloi telt 372 inwoners (volkstelling 2010).